# John Bickersteth
John Monier Bickersteth, OBE, KCVO (* 6. September 1921; † 29. Januar 2018) war ein britischer anglikanischer Geistlicher. Er war von 1975 bis 1988 Bischof von Bath und Wells.

## Leben
Bickersteth stammte aus einer Familie mit klerikalem Hintergrund über mehrere Generationen; insgesamt wurden sechs Familienmitglieder Bischöfe. Er wurde als Sohn von Rev. Canon Edward Monier Bickersteth geboren. Seine Mutter war eine Freundin der Schauspielerin Dame Sybil Thorndike.
Bickersteth verbrachte seine Kindheit in London und wuchs in einem Dorf in der Nähe von Canterbury in der Grafschaft Kent auf. Er besuchte die Rugby School und das Christ Church College der Universität Oxford. Von 1941 bis 1946 war er zum Kriegsdienst und Militärdienst eingezogen. Er diente bei den Buffs (Royal East Kent Regiment) und nahm an der Landung der Alliierten in der Normandie teil. Außerdem war er zeitweise bei der Royal Artillery in Britisch-Indien stationiert.
Seine theologische Ausbildung zum Priester erfolgte am Wells Theological College. 1950 wurde er zum Diakon geweiht; 1951 folgte die Weihe zum Priester. Am Anfang einer Priesterlaufbahn stand von 1950 bis 1954 eine Stelle als Vikar (Curate) an der St Matthew’s Church im Stadtteil Moorfields in Bristol. Von 1954 bis 1962 war er bei der Ministry Training Convention in der Priesterausbildung tätig; außerdem war er Pfarrer (Vicar) an der St John’s Church in Hurst Green in der Grafschaft Surrey inne. Es folgte ab 1962 eine Stelle als Pfarrer (Vicar) an der St Stephen’s Church in Chatham in der Grafschaft Kent. 
1970 wurde er zum Bischof geweiht. Er war von 1970 bis 1975 als „Bischof von Warrington“ Suffraganbischof in der Diözese Liverpool in der Church of England. 1975 wurde Bickersteth von Königin Elisabeth II. zum 75. Bischof von Bath und Wells ernannt. 1985 feierte er einen Gottesdienst bei einem Hippie-Festival, was für Aufsehen sorgte. Ende Oktober 1988 ging er in den Ruhestand. Nach seinem Ausscheiden aus dem Kirchendienst kritisierte er, dass die Church of England nach seiner Auffassung zu viele Bischöfe ernenne.
Er war Direktor (Director) des Somerset Wildlife Trust und des Wiltshire Wildlife Trust.
Von 1979 bis 1989 hatte er das Ehrenamt des Clerk of the Closet inne. Er war somit als Erster Hofkaplan der Königin Mitglied des Königlichen Haushalts.
Bickersteth war verheiratet; am 20. April 1955 heiratete er Rosemary Stevens, die Tochter von Edward Stevens und Muriel Cleveland-Stevens. 

## Mitgliedschaft im House of Lords
Bickersteth gehörte in seiner Eigenschaft als Bischof von Bath und Wells von Oktober 1981 bis Oktober 1988 als Geistlicher Lord dem House of Lords offiziell an. Seine Antrittsrede hielt er am 11. November 1982 zur Wohnungspolitik und zum Thema Obdachlosigkeit, insbesondere der Obdachlosigkeit junger Menschen. Im Hansard sind Wortbeiträge Bickersteths aus den Jahren von 1982 bis 1987 dokumentiert. Im Oktober 1987 meldete er sich im House of Lords zuletzt zu Wort. Seine Mitgliedschaft im House of Lords endete mit seinem Ruhestand als Bischof von Bath und Wells im Oktober 1988.

## Schriften
- Autobiografie Run O’ The Mill Bishop. Great Malvern, England: Cappella Archive, 2005. ISBN 1-902918-21-5